# VII Assemblea nazionale del popolo
La VII Assemblea nazionale del popolo (cinese: 中华人民共和国第七屆全國人民代表大會) fu eletta tra il 1987 e il 1988 e restò in carica fino al 1993. Era composta da 2979 deputati e si riunì in cinque sessioni. 
Nella prima sessione, che si tenne nel 1988, l'Assemblea elesse le nuove cariche dello Stato:
- presidente della Repubblica Popolare Cinese: Yang Shangkun;
- presidente del Comitato permanente dell'Assemblea nazionale del popolo: Wan Li;
- primo ministro del Consiglio di Stato: Li Peng;
- presidente della Commissione militare centrale: Deng Xiaoping;
- presidente della Corte suprema del popolo: Ren Jianxin;
- procuratore capo della Procura suprema del popolo: Liu Fuzhi.